# (2184) Fujian
(2184) Fujian es un asteroide perteneciente al cinturón de asteroides, descubierto el 9 de octubre de 1964  por el equipo del Observatorio de la Montaña Púrpura   desde el Observatorio de la Montaña Púrpura, Nankín (China).

## Designación y nombre
Designado provisionalmente como 1964 TV2. Fue nombrado Fujian en homenaje a Fujian ciudad de la República Popular China.